# Cryptandra armata
Cryptandra armata är en brakvedsväxtart som beskrevs av Cyril Tenison White och Francis. Cryptandra armata ingår i släktet Cryptandra och familjen brakvedsväxter. Inga underarter finns listade i Catalogue of Life.